# Abraham Conyedo Ruano
Abraham de Jesús Conyedo Ruano (Santa Clara, Cuba, 7 de octubre de 1993) es un deportista italiano de origen cubano que compite en lucha libre. Además, es un cabo del Ejército Italiano.
Participó en los Juegos Olímpicos de Tokio 2020, obteniendo una medalla de bronce en la categoría de 97 kg. Ganó una medalla de plata en el Campeonato Panamericano de Lucha de 2015 y una medalla de bronce en el Campeonato Europeo de Lucha de 2020.

## Palmarés internacional
| Representando a Cuba    |                  |                   |           |
| Campeonato Panamericano |                  |                   |           |
| Año                     | Lugar            | Medalla           | Categoría |
| 2015                    | Santiago (Chile) | Medalla de plata  | 97 kg     |
| Representando a Italia  |                  |                   |           |
| Juegos Olímpicos        |                  |                   |           |
| Año                     | Lugar            | Medalla           | Categoría |
| 2020                    | Tokio (Japón)    | Medalla de bronce | 97 kg     |
| Campeonato Europeo      |                  |                   |           |
| Año                     | Lugar            | Medalla           | Categoría |
| 2020                    | Roma (Italia)    | Medalla de bronce | 97 kg     |